# Villa García
Villa García là một đô thị thuộc bang Zacatecas, México. Năm 2005, dân số của đô thị này là 16540 người.